# Kitzsteinhorn
Kitzsteinhorn är ett berg i Österrike.   Det ligger i distriktet Zell am See och förbundslandet Salzburg, i den centrala delen av landet, 300 km väster om huvudstaden Wien. Toppen på Kitzsteinhorn är 3 209 meter över havet, eller 607 meter över den omgivande terrängen. Bredden vid basen är 8,0 km.
Terrängen runt Kitzsteinhorn är huvudsakligen mycket bergig. Närmaste större samhälle är Bruck an der Großglocknerstraße, 14,8 km nordost om Kitzsteinhorn. 
Trakten runt Kitzsteinhorn består i huvudsak av gräsmarker. Runt Kitzsteinhorn är det ganska glesbefolkat, med 34 invånare per kvadratkilometer.